# Momoeria
Momoeria (gr. Μωμοέρια, trb. Momoeria; również: Μωμόγεροι, Momojeri) – trwające dwanaście dni obchody świąteczno-noworoczne odbywające się wśród społeczności Greków pontyjskich (Pontów; gr. Πόντιοι, Pondii) zamieszkujących osiem miejscowości w jednostce regionalnej Kozani, w regionie Macedonia Zachodnia, w północno-zachodniej części Grecji.
W 2016 roku podczas odbywającej się w Addis Abebie 11. sesji Międzyrządowego Komitetu ds. Ochrony Niematerialnego Dziedzictwa Kulturowego tradycja wpisana została na listę reprezentatywną niematerialnego dziedzictwa kulturowego UNESCO.

## Charakterystyka

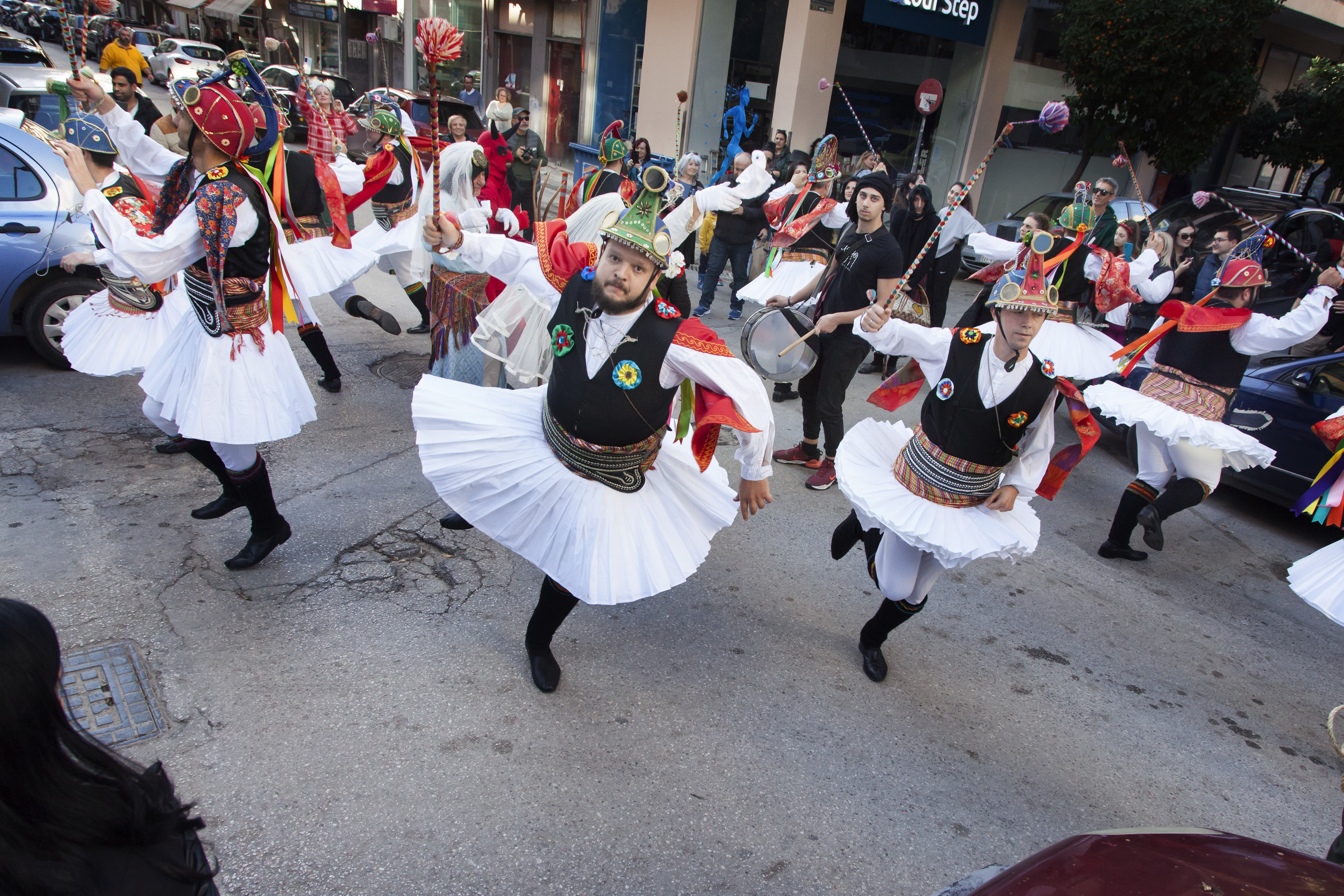
Grupa tancerzy Momojeri (2023)

Tradycja Momojeri wywodzi się z okolic współczesnej gminy Maçka (gr. Ματσούκα, Matsuka) położonej w północno-wschodniej Turcji, na południe od Trabzonu (gr. Τραπεζούντα, Trapezunda). Obszar ten wchodzi w skład Pontu, krainy historycznej znajdującej się nad Morzem Czarnym i zamieszkiwanej od czasów starożytnych przez ludność grecką. W wyniku postanowień traktatu z Lozanny w 1922 roku region został przyłączony do Turcji, a w roku następnym nastąpiła wymiana ludności między obydwoma krajami. Społeczność Pontów, którą przesiedlono głównie do północnej Grecji, zachowała i pielęgnowała swoje tradycje w nowych miejscach zamieszkania.
Momoeria szczególnie żywa jest w ośmiu miejscowościach położonych w jednostce regionalnej Kozani, w regionie Macedonia Zachodnia, w północno-zachodniej Grecji: Tetralofo (gr. Τετράλοφο), Ajos Dimitrios (gr. Άγιος Δημήτριος), Alonakia (gr. Αλωνάκια), Skiti (gr. Σκήτη) i Protochori (gr. Πρωτοχώρι) w gminie Kozani oraz Komnina (gr. Κομνηνά), Aswestopetra (gr. Ασβεστόπετρα) i Kariochori (gr. Καρυοχώρι) w gminie Eordea. Przedstawienia odbywają się również wśród diaspory pontyjskiej mieszkającej w dużych miastach Grecji oraz zagranicą.
Obchody święta odbywają się w czasie trwania Dodekaimero (gr. Δωδεκαήμερο) – dwunastu dni między Bożym Narodzeniem a Objawieniem Pańskim w Greckim Kościele Prawosławnym (od 25 grudnia do 5 stycznia). Momoeria ma charakter odbywających się na ulicach, placach i skrzyżowaniach wsi i miasteczek występów łączących muzykę, taniec i sztukę teatralną. Kilkunastoosobowe zespoły składające się z tancerzy, muzyków i aktorów odwiedzają mieszkańców, chodząc od domu do domu, gdzie częstowani są lokalnymi przekąskami, a także napojem alkoholowym tsipuro (gr. τσίπουρο). Ważne jest, by odwiedzić każdy dom w wiosce, co może zająć nawet dwa dni. Po zakończeniu wizyt członkowie trup oraz mieszkańcy zbierają się na głównym placu miejscowości, by przy ogromnym ognisku wspólnie świętować, tańczyć i śpiewać do samego rana.

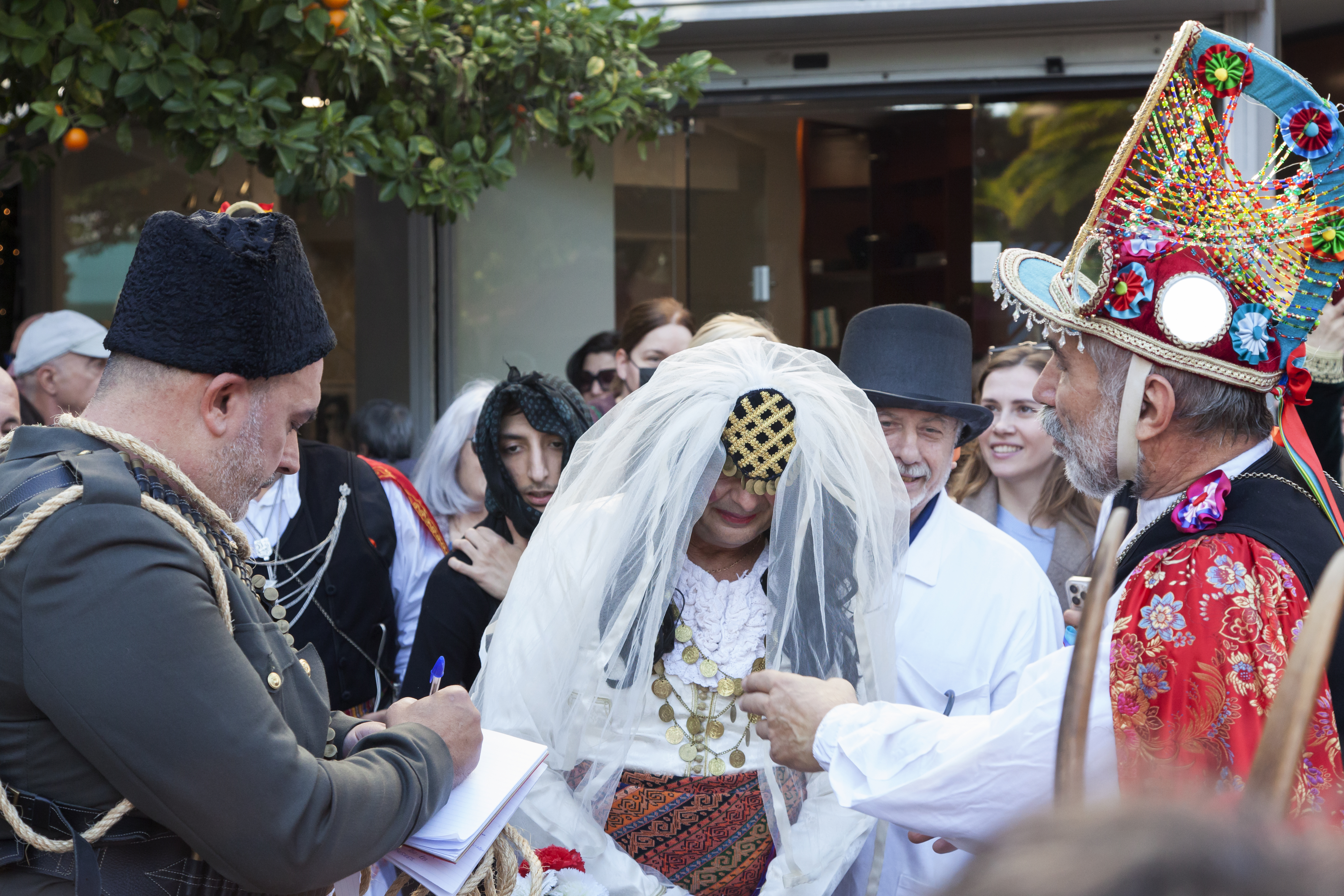
Postać panny młodej (2023)

Szczególnie ważnymi uczestnikami obchodów jest grupa dwunastu tancerzy odgrywających rolę kapłanów boga Momosa (greckiego bóstwa śmiechu i satyry) bądź dowódców armii Aleksandra Wielkiego. W tym drugim przypadku ich strój składa się z tradycyjnego hełmu (gr. περικεφαλαία, perikiefalea), plisowanej białej fustanelli (gr. φουστανέλλα), nagolenników oraz charakterystycznych skórzanych butów (gr. τσαρούχια, tsaruchia). W ręku trzymają kije z przyczepionymi wstążkami, którymi wymachują, co ma chronić mieszkańców przed siłami natury. Wokół tancerzy swoje satyryczne sztuki odgrywają aktorzy, którzy wchodzą w interakcje z tłumem, żartują, a czasem też improwizują. Przedstawiane przez nich postaci to m.in. starzec i diabeł, panna młoda, niedźwiedź, wielbłąd i inne. Wszyscy aktorzy są mężczyznami. Towarzysząca tańcowi i przedstawieniu muzyka wykonywana jest m.in. na dudach, lirze pontyjskiej czy tapanie.
Momoeria ma zapewnić całej społeczności zdrowie i pomyślność oraz udane zbiory w nadchodzącym roku. Część mieszkańców wierzy, że jeśli orszak Momojeri nie złoży wizyty w ich domostwie, to spotka ich nieszczęście, stąd nawet pontyjscy imigranci zamieszkujący Stany Zjednoczone czy Australię upewniają się, czy ich domy zostały odwiedzone. W wymiarze współczesnym Momoeria zachęca również do zrównoważonego zarządzania zasobami naturalnymi. Tradycja przekazywana jest głównie w sposób nieformalny, z pokolenia na pokolenie w rodzinach, jednak działające lokalnie stowarzyszenia również przyczyniają się do jej zachowania. Stanowi ważny element tożsamości Greków pontyjskich, kluczowy dla ochrony ich dziedzictwa kulturowego oraz integrujący społeczność.

## Galeria

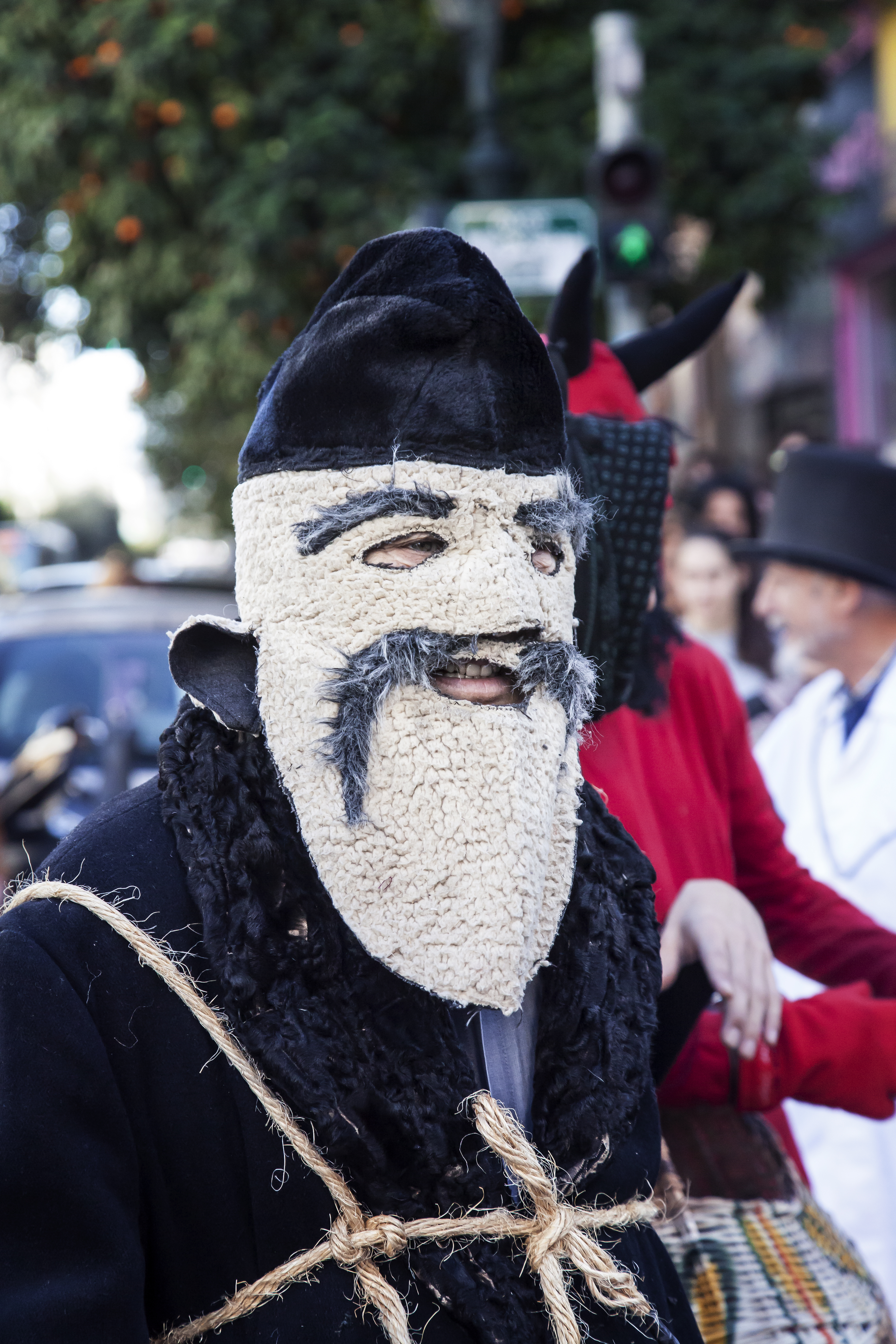
Postać starca w wełnianej masce, Kalitea (2023)
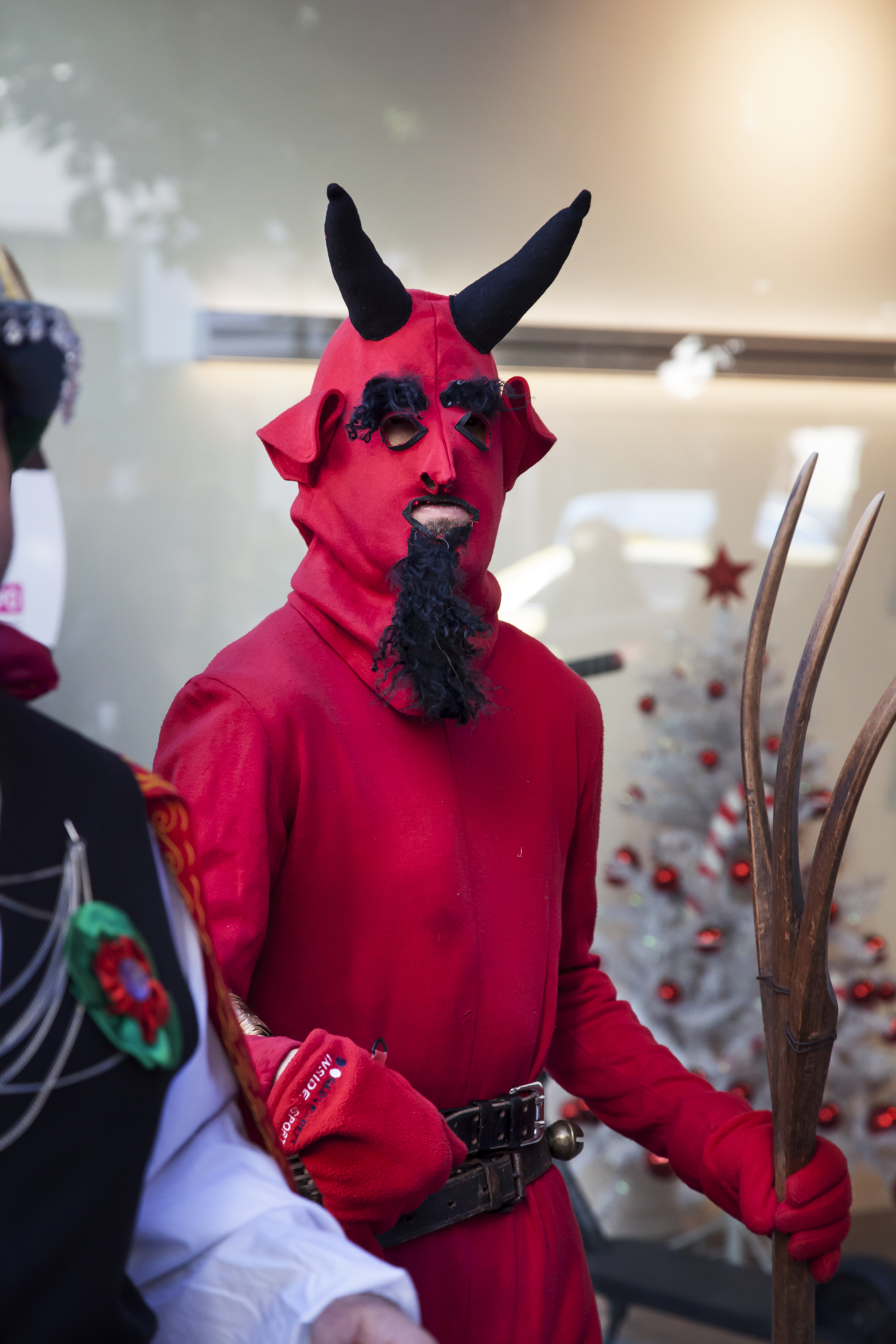
Postać diabła, Kalitea (2023)
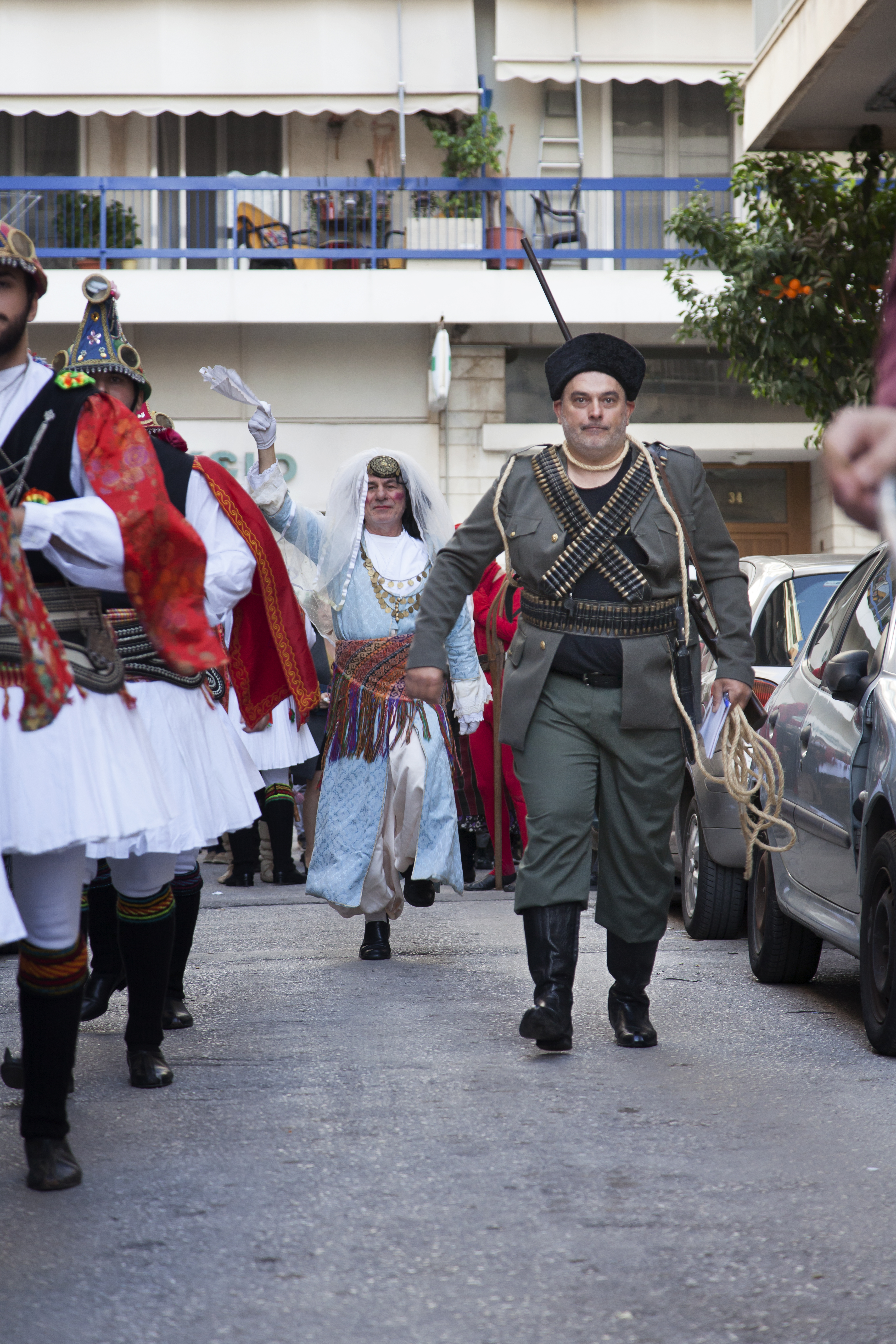
Postać policjanta, Kalitea (2023)
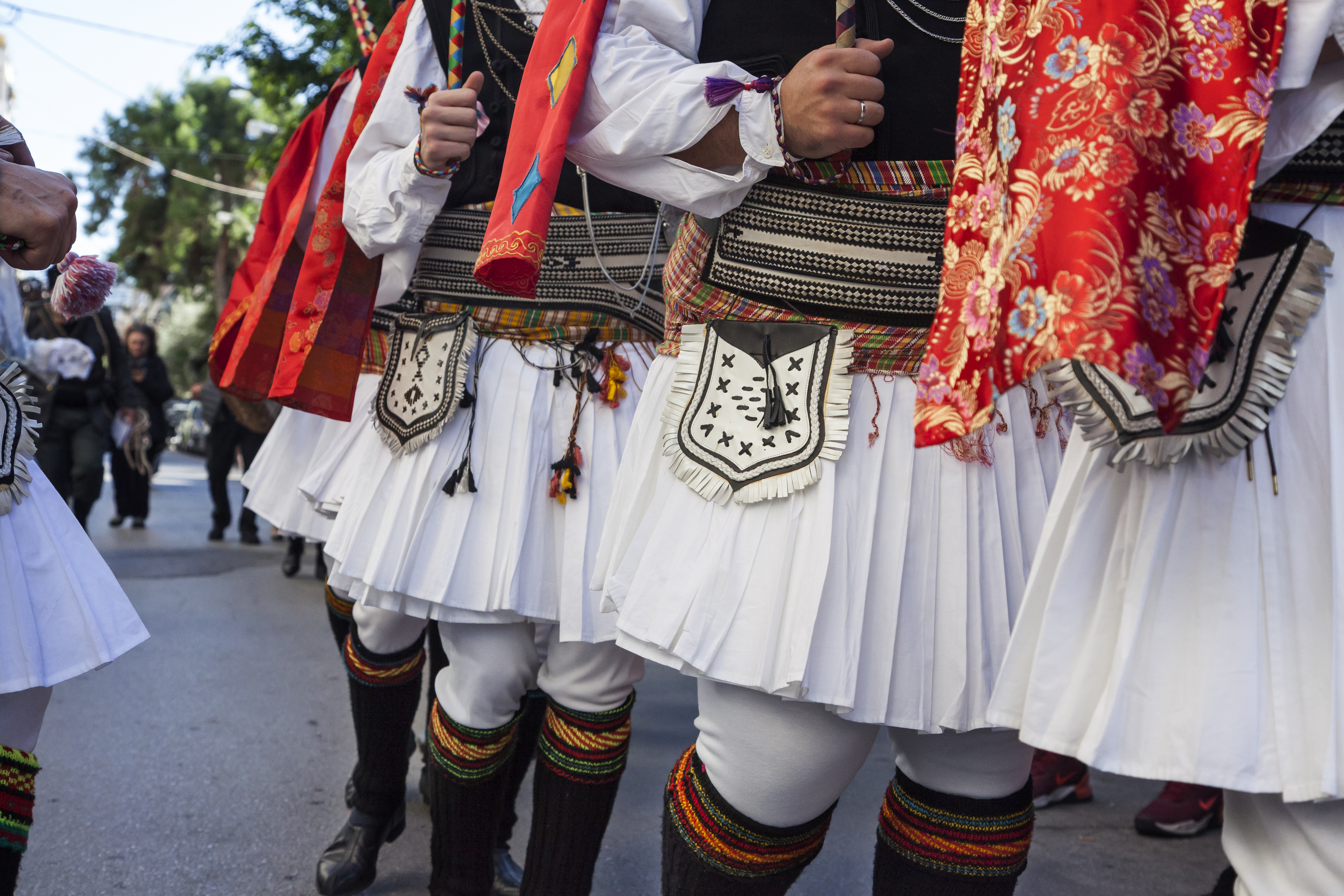
Detale strojów tancerzy (2023)
- Momoeria w Komotini (2011)